# Wolfgang Späte
Wolfgang Späte (ur. 8 września 1911 w Dreźnie, zm. 30 kwietnia 1997 w Edewecht) – niemiecki as myśliwski z okresu II wojny światowej.

## Życiorys
Przed II wojną światową znany i nagradzany pilot szybowcowy i student Politechniki w Darmstadt. Po służbie w Jagdgeschwader 54, latając na samolotach Messerschmitt Bf 109, został liderem programu testowego samolotów o napędzie rakietowym Messerschmitt Me 163 „Komet” i kilkukrotnie odbywał loty tym modelem samolotu. Po niepowodzeniu programu przeniesiony do jednostki bojowej na Froncie Wschodnim. Służył w różnych jednostkach w czasie obrony III Rzeszy.
Służył w JG 54 na Froncie Wschodnim i Jagdgeschwader 400 oraz Jagdgeschwader 7 na Froncie Zachodnim. Razem zestrzelił 99 samolotów wroga w czasie ponad 600 misji bojowych. Miał 5 potwierdzonych zwycięstw latając na samolocie Messerschmitt Me 262.
W 1956 wrócił do służby wojskowej w Bundeswehrze. Oberstleutnant Späte odszedł ze służby 30 września 1967. Zmarł 30 kwietnia 1997 w Edewecht.

## Odznaczenia
- Krzyż Rycerski Krzyża Żelaznego z Liśćmi Dębu
  - Krzyż Rycerski – 5 października 1941[2]
  - Liście Dębu (nr 90) – 23 kwietnia 1942[2]
- Krzyż Niemiecki w Złocie – 9 grudnia 1941[3]
- Krzyż Żelazny I Klasy – 27 czerwca 1940
- Krzyż Żelazny II Klasy – 8 listopada 1939
- Puchar Honorowy Luftwaffe – 9 sierpnia 1941[4]